# Фельзенштейн, Вальтер
Вальтер Фельзенштейн (нем. Walter Felsenstein; 30 мая 1901[…], Вена — 8 октября 1975[…], Восточный Берлин) — австрийский и немецкий театральный режиссёр, основатель и художественный руководитель берлинского театра «Комише опер». Академик Академии искусств ГДР (1951). Герой Труда ГДР (1966). Пятикратный лауреат Национальной премии ГДР (1950, 1951, 1956, 1960, 1970).

## Биография
Вальтер Фельзенштейн родился в Вене, там же в 1921—1923 годах получил актёрское образование у Эрнста Арндта. В 1923—1924 годах был актёром Городского театра в Любеке. В следующем сезоне Фельзенштейн служил в Мангейме, где впервые попробовал себя в качестве режиссёра.
В 1927—1929 годах Фельзенштейн был актёром, литературным редактором и главным режиссёром руководимого Оскаром Вельтерлином Городского театра Базеля, где он поставил 37 драматических и оперных спектаклей, в том числе «Смерть Валленштейна» и «Разбойников» Ф. Шилера, пьесы А. Стриндберга и Ф. Ведекинда, «Силу судьбы» Дж. Верди, «Турандот» Дж. Пуччини.
В 1929—1932 годах Фельзенштейн был главным режиссёром Городского театра Фрайбурга, где также ставил как драматические, так и оперные спектакли. 1932 году он был назначен главным оперным режиссёром в Кёльне, в 1934 году перешёл на аналогичный пост во Франкфурте-на-Майне, где сенсационный успех имела его постановка оперетты И. Штрауса «Летучая мышь». В 1936 году он был смещён со своего поста, как женатый на неарийке. 1938—1940 годах Фельзенштейн был главным режиссёром оперетты в Городском театре Цюриха, где ставил также оперные спектакли, в том числе «Саломею» Р. Штрауса (под управлением автора) и «Пиковую даму» П. Чайковского; в общей сложности осуществил 12 постановок. Но в 1939 году он получил возможность работать в Германии и с марта 1940 года, в первое время параллельно своей работе в Цюрихе, ставил спектакли в руководимом Генрихом Георге Шиллер-театре в Берлине. Режиссёром этого театра Фельзенштейн оставался до 1944 года, одновременно ставил спектакли в других городах Германии, а также на Зальцбургском фестивале.

### В послевоенном Берлине
В 1945—1947 годах Фельзенштейн в качестве режиссёра работал в первом открывшемся в послевоенном Берлине драматическом театре — Театре Геббеля (в американском секторе), одновременно ставил спектакли в венском Бургтеатре. В 1947 году он основал в восточном секторе Берлина театр «Комише опер», интендантом и главным режиссёром которого оставался до конца жизни. Под руководством Фельзенштейна «Комише опер» очень скоро получила международное признание и стала одним из лучших музыкальных театров Европы. Одновременно он ставил драматические и оперные спектакли в Западной Германии (в Гамбурге и Мюнхене), а также в Вене, Милане и Москве.
С 1951 года Фельзенштейн был членом, а с 1959 года — вице-президентом Академи искусств ГДР.

## Творчество
Как отмечала в своё время Театральная энциклопедия, реформаторские устремления Фельзенштейна были близки принципам оперной
режиссуры К. С. Станиславского: он утверждал на сцене органичное слияние музыки и драматического действия, при этом музыка оставалась основой спектакля и определяла все сценические выразительные средства. В работе с артистами он добивался единства вокальной интонации и пластического движения, такого их самочувствия на сцене, чтобы пение становилось естественным и необходимым способом драматического действия. Музыкальной драматургии Фельзенштейн подчинял и все декоративные элементы спектакля. Обращаясь к классическим операм и опереттам, он в каждом произведении искал черты современности; так, остро современной стала его постановка оперетты Ж. Оффенбаха «Синяя Борода» (1963) с гротескным образом кровожадного диктатора.

### Театральные постановки
«Комише опер» (лучшие постановки)
- 1949 — «Летучая мышь» И. Штрауса
- 1949 — «Кармен» Ж. Бизе
- 1950 — «Свадьба Фигаро» В. А. Моцарта (Национальная премия ГДР)
- 1951 — «Вольный стрелок» К. М. Вебера (Национальная премия ГДР)
- 1954 — «Волшебная флейта» В. А. Моцарта
- 1956 — «Лисичка-плутовка» Л. Яначека (Национальная премия ГДР)
- 1958 — «Сказки Гофмана» Ж. Оффенбаха
- 1959 — «Отелло» Дж. Верди
- 1960 — «Бравый солдат Швейк» Курки
- 1960 — «Проданная невеста» Б. Сметаны (Национальная премия ГДР)
- 1961 — «Сон в летнюю ночь» Б. Бриттена
- 1963 — «Синяя Борода» Ж. Оффенбаха
- 1966 — «Дон Жуан» В. А. Моцарта
- 1971 — «Скрипач на крыше» Дж. Бока и Дж. Стайна[5][6].

## Награды и звания
- Герой Труда ГДР (1966)[8]
- Национальная премия ГДР (1950, 1951, 1956, 1960, 1970)[5]
- Орден Заслуг перед Отечеством в золоте (1965)[5] и почётная пряжка к нему (1973)
- Орден Карла Маркса (1969)[5]
- Премия им. Гёте города Берлина (Goethe-Preis der Stadt Berlin, 1950)[5]